# Death Note - Il quaderno della morte
Death Note - Il quaderno della morte (Death Note) è un film del 2017 diretto da Adam Wingard.
Il film è originale Netflix, adattamento statunitense del manga ideato e scritto da Tsugumi Ōba e disegnato da Takeshi Obata.

## Trama
A Seattle (Washington), lo studente delle scuole superiori Light Turner trova un quaderno con la scritta "Death Note". Poco dopo viene visitato dal dio della morte Ryuk, che gli rivela di come il quaderno possa causare la morte di chiunque si desideri, a patto di avere in mente il volto della persona, mentre si scrive il suo nome su una pagina. Light, dubbioso, fa una prova su un bullo che viene decapitato poco dopo in un bizzarro incidente. Quella sera il ragazzo uccide anche il criminale che ha assassinato sua madre in una rapina e che era riuscito a evitare il carcere. Ryuk, inoltre, gli spiega altre regole del Death Note, come la possibilità di controllare le azioni della vittima fino a 48 ore prima della morte. Mia Sutton, una compagna di classe di Light, scopre il Death Note e incoraggia il ragazzo a utilizzarlo per migliorare il mondo, liberandolo dai criminali. Decidono così di lavorare insieme sotto il falso nome di "Kira", usando i poteri del quaderno per rivelare la "sua" presenza a tutti.
Kira, ben presto, diventa amato dal pubblico, poiché i suoi omicidi sono considerati giusti dalla maggior parte della popolazione e dalle stesse forze dell'ordine; al contempo, fra Light e Mia nasce un rapporto amoroso. Le azioni di Kira attirano l'attenzione di L, un enigmatico detective che riesce a rintracciare la posizione di Light a Seattle. Si dirige così in città, assieme al suo assistente e tutore Watari, e si incontra con James Turner, capo della polizia e padre di Light per decidere come catturare Kira. L fa un discorso in televisione dove schernisce Kira e lo sfida ad ucciderlo, tenendo il volto coperto; quando non accade nulla, L sospetta che, per uccidere, l'assassino debba conoscere il vero nome e il volto della vittima.
Mia suggerisce a Light di uccidere gli agenti dell'FBI ingaggiati da L, ma il ragazzo rifiuta. Tuttavia, poco tempo dopo, gli agenti commettono un suicidio di massa e Light accusa Ryuk. James appare in televisione dove promette di arrestare Kira; Mia chiede a Light di eliminare il padre, ma il ragazzo, nonostante non abbia con lui un bel rapporto, non ne ha la forza. Quando James non viene ucciso, L, che già sospettava di Light, conclude che sia lui Kira. L affronta Light, mostrando anche il suo volto. Comprendendo il rischio di essere scoperto e con la spinta di Mia, Light usa così il Death Note per costringere Watari a scoprire il vero nome di L. Come spiega Ryuk, Light può bruciare la pagina del Death Note con su scritto il nome di Watari entro 48 ore per annullarne la morte imminente; tuttavia, questo metodo può essere usato per salvare una vittima del quaderno solo una volta. Watari si dirige all'improvviso in un orfanotrofio abbandonato di New York, dove ha trovato L anni prima. L scopre la scomparsa di Watari e ordina che l'appartamento di Light sia perquisito; non viene però trovato nulla, in quanto Mia aveva in precedenza preso il Death Note.
Sapendo che Light è ancora sospettato, Mia lo porta via dal ballo della scuola e gli permette di riprendere il quaderno e contattare Watari tramite telefono. L'uomo trova alcune schede di L poco prima dello scadere delle 48 ore, ma, quando Light cerca la pagine con scritto il suo nome, si accorge che è sparita. Watari, quindi, viene colpito e ucciso da persone sconosciute prima di potere rivelare il vero nome di L. Mia, a quel punto, rivela di avere ucciso lei gli agenti dell'FBI per proteggere se stessa e Light, di avere strappato la pagina con il nome di Watari e di avere anche scritto sul quaderno il nome di Light; quest'ultimo morirà a mezzanotte, ma Mia si offre di bruciare la sua pagina solo se lui le darà il quaderno, poiché pensa che Light non possa prendere le giuste decisioni per il bene della società, al suo contrario. Nel frattempo, L è devastato dalla morte di Watari e inizia a dare la  caccia a Light.
Light dice a Mia di incontrarsi alla Seattle Great Wheel, dove le consegnerà il quaderno e poi scapperà dalla polizia, che lo sta cercando. L trova Light e cerca di ucciderlo, ma viene steso da un passante che ha sentito che Light è Kira. Il ragazzo raggiunge Mia alla ruota e la porta in cima, dove cerca di convincerla che sarebbero stati più felici senza il Death Note. Mia però prende ugualmente il quaderno e scopre con sgomento che Light ha scritto il suo nome e che sarebbe morta solo se gli avesse sottratto il quaderno. Con entrambi condannati, Ryuk fa crollare la ruota panoramica; Mia muore, mentre Light e il Death Note cadono in acqua e la pagina con il nome di Light si distrugge. Light viene salvato, ma cade in coma.
Due giorni dopo un uomo lascia il Death Note al capezzale di Light; quando quest'ultimo si sveglia, suo padre gli rivela di sapere che lui è Kira, in quanto la sua prima vittima è stato il criminale che aveva ucciso sua madre, e di avere trovato un suo ritaglio di giornale nella sua stanza. Light spiega di avere scritto sul Death Note la morte di Mia in modo che la sua pagina sarebbe stata distrutta in caso di morte della ragazza; inoltre ha anche manipolato alcuni criminali affinché lo inducessero al coma e utilizzassero il Death Note nella sua assenza comatosa per darsi un alibi. Poiché Light viene ora giudicato innocente, a L viene tolto il caso ed è costretto a tornare in Giappone. Mentre l'aereo sta per decollare, L intuisce di colpo il coinvolgimento di Mia; va quindi a casa sua e trova la pagina del Death Note con sopra scritti gli agenti dell'FBI uccisi e, in un attacco isterico, pensa di scrivere un nome sulla pagina. Nella stanza dell'ospedale di Light, Ryuk appare sghignazzando e, alla domanda di Light sul perché stia ridendo, si limita a commentare che gli umani sono davvero interessanti.

## Promozione
Il primo teaser trailer viene diffuso il 22 marzo 2017 dal canale YouTube di Netflix.

## Distribuzione
La pellicola è stata distribuita su Netflix, in tutti i paesi in cui è disponibile, a partire dal 25 agosto 2017.

## Accoglienza

### Critica
Sull'aggregatore Rotten Tomatoes il film riceve il 38% delle recensioni professionali positive, con un voto medio di 4,8 su 10 basato su 71 critiche, mentre su Metacritic ottiene un punteggio di 43 su 100 basato su 14 critiche.

## Casi mediatici
Come accaduto per il film Ghost in the Shell, distribuito pochi mesi prima di Death Note, anche per questo film si sono alzate accuse di whitewashing, alle quali il produttore Roy Lee ha risposto:
(Roy Lee)

## Sequel
Nell'agosto 2018 il produttore Scott Stuber annuncia la lavorazione del sequel, dopo che Ted Sarandos, responsabile di Netflix, ha ritenuto un grande successo il primo film tra gli utenti di Netflix; Greg Russo sarà lo sceneggiatore.